# Čeněk z Vartemberka
Čeněk z Vartemberka (ur. ?, zm. 17 września 1425 na zamku Velíš koło Jičína) – czeski szlachcic, pan Jičína i ważny polityk sympatyzujący z husytami. Był prawdopodobnie synem Čenka z Vartemberka zmarłego w 1396 i księżniczki bytomskiej, Bolki.
W latach 1414–1420, jako najwyższy burgrabia (kasztelan) wywierał znaczący wpływ na rozwój Czech tego okresu. Wielokrotnie zmieniał stronnictwa polityczne. Bliski współpracownik Jana Husa – prawdopodobnie główny inicjator listu protestacyjnego (1415) przeciwko spaleniu reformatora na stosie (podpis Čenka był pierwszym z 452 podpisów). 
Później jeszcze dwukrotnie zmieniał wiarę (i stronnictwo) z husyckiej na katolicką i odwrotnie. W czasie I krucjaty antyhusyckiej 17 kwietnia w Pradze Čeněk z Vartemberka otworzył bramy Hradczan, dzięki czemu husyci wprowadzili tam swoją załogę, ale już 7 maja nagle zmienił front i przeszedł na stronę katolików, wydając im Hradczany. W maju 1421 powrócił do obozu husyckiego. Potem jeszcze raz zmienił stronę, ostatecznie zmarł podczas dżumy jako husyta.